# Aledo (Illinois)
Aledo je grad u američkoj saveznoj državi Ilinois. Prema popisu stanovništva iz 2010. u njemu je živjelo 3.640 stanovnika.